# Aqqitsoq

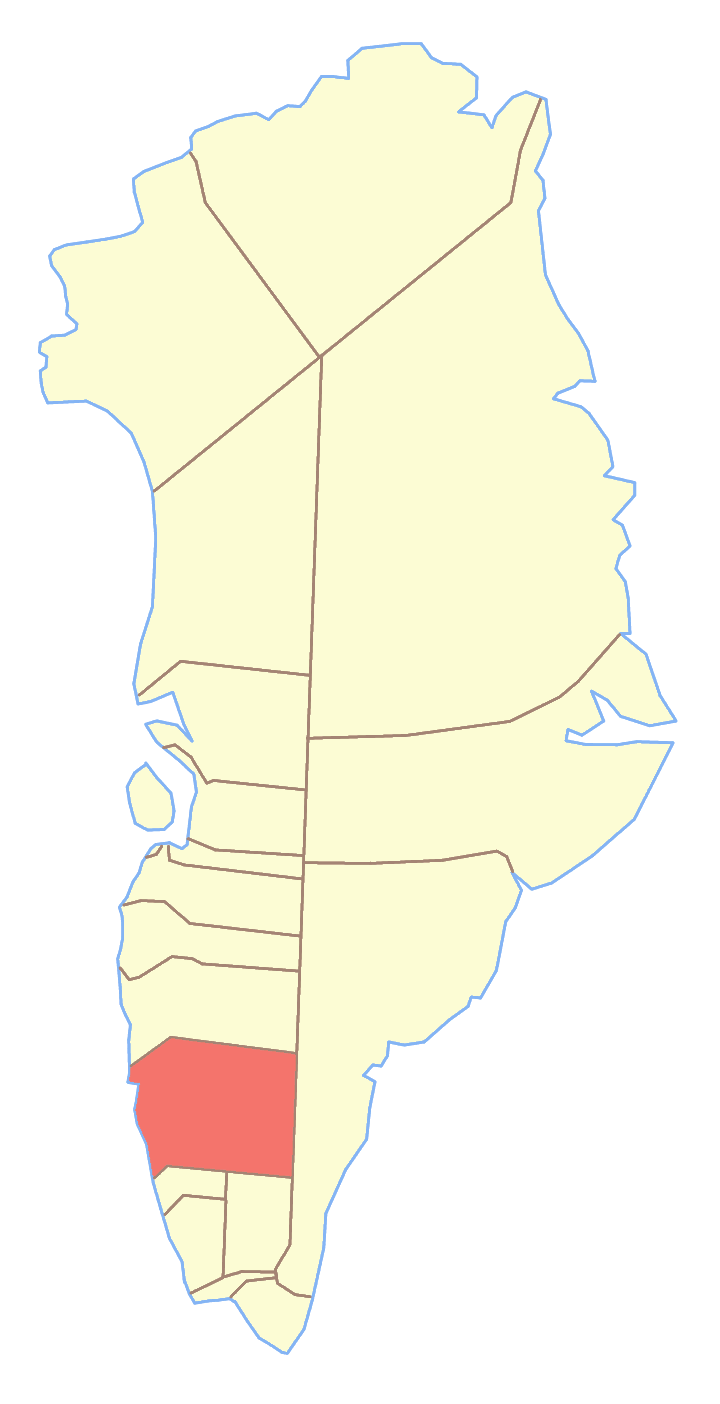
Ex comune di Nuuk, dove si trovava l'Aqqitsoq

L'Aqqitsoq è una montagna della Groenlandia di 943 m. Si trova a 64°11'N 51°26'O; appartiene al comune di Sermersooq.